# Mercedes de la Merced
Mercedes de la Merced Monge (Soria, 31 de octubre de 1960-Madrid, 5 de mayo de 2013) fue una política española del Partido Popular.

## Biografía
Muy vinculada al mundo de la política desde su primera juventud, en 1976, con tan solo 15 años accede al puesto de secretaria provincial de Juventudes de Unión de Centro Democrático en su tierra natal, llegando a figurar en las listas de dicho partido al Congreso de los Diputados en 1979.
Tras licenciarse en Filosofía y Letras por la Universidad de Zaragoza en 1982, comienza su carrera administrativa tras aprobar las oportunas oposiciones en 1983 en el Consejo General de Castilla y León. Tras pasar por diversos puestos en la Administración autonómica castellano-leonesa (donde coincide con el entonces presidente José María Aznar), en 1990 se traslada a Madrid para iniciar su carrera política en el Partido Popular.
Es entonces nombrada secretaria nacional de Política Municipal y Autonómica del Partido y un año más tarde elegida concejala del Ayuntamiento de Madrid.
Entre 1994 y 1999 fue miembro del Parlamento Europeo, cargo que simultaneó con el de tercer teniente de alcalde en Madrid desde 1995.
En 1999 fue nombrada coordinadora nacional de Formación y Programas del PP. En mayo de 2000 pasa a ser Primer Teniente de Alcalde en el equipo de Gobierno del alcalde de Madrid José María Álvarez del Manzano, ocupando el puesto hasta las elecciones de 2003.
Desde 1996 era Secretaria General de la Unión de Ciudades Capitales Iberoamericanas (UCCI). 
Elegida diputada nacional en 2004 renunció a su escaño entrando en su sustitución Soraya Sáenz de Santamaría. 
Desde 2007 fue presidenta de Mujeres en Igualdad.
Mercedes fue imputada en el escándalo de las participaciones preferentes de Bankia al haber sido miembro del Consejo de Administración de Bankia y consejera de su matriz, el Banco Financiero y de Ahorros (BFA). Estuvo también implicada en el escándalo del Caso de las tarjetas black de la misma entidad. Entre el 3-1-2004 y el 20-12-2011 Mercedes realizó un total de 1618 compras con cargo a la caja, por un monto de 284 404 €. Entre los gastos más habituales de la consejera figuran los realizados en joyerías y restaurantes de lujo, así como tiendas de ropa, cosmética o juguetes.
Falleció en Madrid el 5 de mayo de 2013, tras detectársele un cáncer meses antes.
| Predecesor: Juan Antonio Gómez-Angulo | Primera teniente de Alcalde de Madrid 2000-2003 | Sucesor: Manuel Cobo |